# Tornos cinctarius
Tornos cinctarius är en fjärilsart som beskrevs av George Duryea Hulst 1887. Tornos cinctarius ingår i släktet Tornos och familjen mätare. Inga underarter finns listade i Catalogue of Life.